# Hořešovice
Hořešovice è un comune della Repubblica Ceca facente parte del distretto di Kladno, in Boemia Centrale.